# Le Couple invisible
Pour plus de détails, voir Fiche technique et Distribution.
Le Couple invisible (Topper) est un film américain réalisé par Norman Z. McLeod, sorti en 1937.
Ce fut le premier film noir et blanc à être colorisé, en 1985.

## Synopsis
Marion et Georges Kerby, un couple riche, meurrent subitement dans un accident de voiture. 
Leur banquier, Cosmo Topper, se rend compte que la vie est trop courte et souhaite en profiter, seulement sa femme, Clara, vaine et intolérante, l'en empêche. Les Kerby ont besoin d'une bonne action pour rejoindre les cieux, ils tombent sur Cosmo Topper et décident de l'aider à vivre mieux. Ils ont le pouvoir d'être invisible et ne se gènent pas pour en profiter !

## Fiche technique
- Titre : Le Couple invisible
- Titre original : Topper
- Réalisation : Norman Z. McLeod
- Scénario : Jack Jevne (en), Eric Hatch (en) et Eddie Moran d'après le roman de Thorne Smith
- Production : Hal Roach (non crédité), Milton H. Bren (en)
- Société de production : Hal Roach Studios Inc.
- Société de distribution : Metro-Goldwyn-Mayer
- Musique : Hugo Friedhofer
- Photographie : Norbert Brodine
- Montage : William H. Terhune
- Direction artistique : Arthur I. Royce
- Décors : William Stevens
- Costumes : Samuel Lange et Irene
- Pays d'origine : États-Unis
- Format : Noir et blanc - 35 mm - 1,37:1 - Son : Mono (Western Electric Mirrophonic Recording)
- Genre : Comédie fantastique
- Durée : 97 minutes
- Dates de sortie :
  - États-Unis : 16 juillet 1937
  - France : 20 octobre 1937

## Distribution
- Constance Bennett : Marion Kerby
- Cary Grant (VF : Jacques Erwin) : George Kerby
- Roland Young : Cosmo Topper
- Billie Burke : Mme Clara Topper
- Alan Mowbray (VF : André Lorière) : Wilkins
- Eugene Pallette : Casey
- Arthur Lake : Le garçon d'ascenseur
- Hedda Hopper : Mme Grace Stuyvesant
- Virginia Sale : Mlle Johnson
- Theodore von Eltz : L'employé d'hôtel
- J. Farrell MacDonald : Le policier
- Si Jenks : Rustic
- Elaine Shepard (en) : La secrétaire

Acteurs non crédités
- Lionel Belmore : Un garde à la banque
- Dorothy Christy : Infirmière
- Davison Clark : Sergent de police
- Kenneth Harlan (VF : Henry Darbrey) : Le directeur de l'hôtel
- Lana Turner : Patronne de nightclub
- Walter Walker (VF : Alfred Argus) : le juge
- Syd Saylor (VF : Robert Dalban) : le vendeur de voitures
- Billy Wayne (VF : René Blancard) : un chauffeur de Taxi
- Ward Bond (VF : Jean Clarens) : Eddie, le chauffeur de taxi frappé par Topper
- Pat Gleason (VF : Claude Péran) : un chauffeur de Taxi

## Autour du film
Deux suites de ce film ont été tournées, et un remake en 1979.
- Fantômes en croisière (Topper takes a trip) (1939) de Norman Z. McLeod, avec Constance Bennett, Roland Young.
- Le Retour de Topper (Topper returns) (1941) de Roy Del Ruth, avec Joan Blondell, Roland Young.
- Topper (1979) de Charles S. Dubin, avec Kate Jackson, Andrew Stevens.